# Kampochloa brachyphylla
Kampochloa es un género monotípico de plantas herbáceas perteneciente a la familia de las poáceas. Su única especie: Kampochloa brachyphylla Clayton, es originaria de Angola y Zambia.

## Etimología
El nombre genérico «Kampochloa» deriva de una raíz del griego antiguo: kampḗ (καμπή): «camisa», en referencia a la inflorescencia que presenta una semejanza caprichosa a una camisa; y, con el sufijo chloa (χλόα), que significa «hierba».
El epíteto específico «brachyphylla» se compone de dos raíces del griego antiguo : brachys (βραχύς), corto, y phyllon (φύλλον), hoja, con referencia a limbo foliar corto.